# Forts portuguesos de Ceilan
Els forts portuguesos de Ceilan són indicats en aquesta llista en dos grups, a la costa i al interior:
Costa:
- Colombo, 1554-1656
- Fortalesa de Santa Barbara o Nossa Senhora das Virtudes, 1518-1524
- Fortalesa de Colombo (1554) (Santa Cruz, São João, São Estevão, São Sebastião, Madre de Deus, São Jerónimo i Mapane) 1554-1656[1][2][3][4]
- Galle o Gale
- Forte Santa Cruz de Galle 1597-1640[2][4][5]
- Negombo (Nossa Senhora da Vitória, Espírito Santo i São Lourenço) 1574-1640. Holanda 9 de febrer a 8 de novembre de 1640, Portugal 8 de novembre 1640 a 9 de gener de 1644[4][6][5]
- Calituré (Kalutara) 1621-1630, a Kandy 1630-1632, Portugal 1632-16??, Holanda, ?-1654, Portugal març 1654 a octubre 1655[4][5]
- Matara 1587-1630, a Kandy 1630-1632, Portugal 1632-164?[4][5]
- Chilaw[5]
- Puttalam, vers 1620[5]
- Manar o Mannar (Forte Sao Jorge) 1560-22 de febrer de 1658[6][5]
- Aripo (Arippu) ?-1658[4]
- Cardiva o Ilha de Cardigar (Kalpitya)[4]
- Jaffna o Jaffnapatao (Fortaleza Nossa Senhora dos Milagres 1591-1658 (fort fundat el 15 d'agost de 1620)[4][2]
- Kayts, una illa prop de Jaffna[4]
- Fortaleza do Cais dos Elefantes, propera a Jaffna ?-1658[4]
- Ponta das Pedras (Point Pedro)[4]
- Ilha das Vacas (Neduntivu o Delft)[4]
- Pooneryn[4]
- Triquinimale o Trincomalee (São Tiago, Santa Cruz, Santo António) 1623-1639[5][2]
- Batticaloa o Ilha Puliyantivu (Forte Nossa Senhora da Penha de França), 1628-1638[2]
- Mutwal, uns quilòmetres al nord de Colombo, ?-1655

Interior:
- Malwana (Forte Santa Helena) 1626-1630, a Kandy 1630-1632, Portugal 1632-?[3][5]
- Manicavare (Menikkadawara) amb el Forte Santa Fé i Cidadela do Forte Cruz i els bastions São Tiago, São Boa Ventura, São Jorge i São Pedro) 1599-1603, a Kandy 1603-?, Portugal ?-1630, a Kandy 1630-1632, Portugal 1632-16?[3][5]
- Saburagamuwa (Ratnapura) amb el Forte Santa Cruz ?-1617, a Kandy 1617-1618, Portugal 1618-1630, Kandy 1630-1632, Portugal 1632-?[3]
- Sitawaka (Avissawella), 1593-1597[3][4]
- Ruwanwella o Ruwanella vers 1590-vers 1630[7]
- Mottapuliya, vers 1590-1630[2]
- Diyasunnata, vers 1590-1630[2]
- Demunugashinna, vers 1590-1630[2]
- Attapitiya, vers 1590-1630, a Kandy 1630-1634, Portugal 1634-?[2]
- Kuruwita, vers 1590-1630[2]
- Batugedara, vers 1590-1630[2]
- Gurubewila (Hanwella), vers 1590-1630[2][3]
- Ganetenna (Wadiyatenna), 1599-vers 1630[3][2]
- Gannoruwa 1593-vers 1630[5]
- Balane 1603-1617, a Kandy 1617[3]
- Buddassagoda
- Anguruwantota
- Gandolaha o Gandole, 1632-?[5]
- Etgala Tota 1598/1599-?[3]
- Uduwara, 1596 – ?[3]
- Kaduwala 1593-?[3]
- Vadaruwa (25 km a l'oest de Methiangane)
- Peliyagoda (a 5 km de Colombo), 1626-1630[5]
- Mulleriyawa (10 km a l'oest de Colombo) 1626-1630[5]
- Kotte, factoria 1524-1565[3]
- Badulla (Uva) 1630[5]
- Candea o Senkadagala Nuwara (Kandy) 1594, 1603, 1611, 1617-1618, 1629, 1634-1638[8][2][3][5]